# Live at the Grand Opera House Belfast
Live at the Grand Opera House Belfast è il secondo album dal vivo del cantautore britannico Van Morrison, pubblicato nel 1984.

## Tracce
Tutte le tracce sono di Van Morrison tranne dove indicato.
1. Into the Mystic - 1:06
2. Dweller on the Threshold (Morrison/Murphy) – 3:38
3. It's All in the Game/You Know What They're Writing About/Make it Real One More Time – 7:09 (Dawes/Sigman/Morrison)
4. She Gives Me Religion – 4:35
5. Haunts of Ancient Peace  – 6:25
6. Full Force Gale – 2:22
7. Beautiful Vision  – 3:34
8. Vanlose Stairway  – 5:29
9. Rave On John Donne/Rave On Part Two - 9:09
10. Northern Muse (Solid Ground) – 3:45
11. Cleaning Windows - 4:56

## Formazione
- Van Morrison - voce, chitarra, piano, sax
- David Hayes - basso
- Mark Isham - sintetizzatore, tromba
- Peter Van Hooke - batteria
- John Allair - organo
- Tom Donlinger - batteria
- Chris Michie - chitarra
- Katie Kissoon - cori
- Bianca Thornton - cori
- Carol Kenyon - cori

## Classifiche
| Anno | Classifica                          | Posizione raggiunta |
| ---- | ----------------------------------- | ------------------- |
| 1984 | Regno Unito (Official Albums Chart) | 47                  |